# Amy Farina
Amy Farina est une musicienne vivant à Washington (district de Columbia), aux États-Unis. Depuis 2001, elle joue de la batterie et chante dans le duo de Rock indépendant The Evens, avec son mari Ian MacKaye. Sa façon de jouer de la batterie est décrite comme « furieuse », complexe et atypique.

## Carrière
Amy Farina a joué dans les groupes The Warmers (en) (avec Alec MacKaye, frère d’Ian), Mister Candy Eater, Ted Leo and the Pharmacists, ainsi qu’avec la musicienne Lois Maffeo (en).